# Bunturabie Jalloh
Bunturabie Jalloh (sinh ngày 10 tháng 5 năm 1998) là một vận động viên bơi lội Sierra Leone.

## Đời sống
Jalloh được sinh ra ở Bo vào năm 1998 tại miền nam Sierra Leone. Cô lớn lên ở Freetown. Cô theo học trường trung học song ngữ Murray Town.
Jalloh đã tham dự Đại hội Thể thao toàn Châu Phi 2015 tại Brazzaville. Cô đã giành được hai huy chương đồng như là một phần của một đội tại giải vô địch khu vực châu Phi thứ hai (2) ở Sénégal ở cả hai rơ le tự do 4x100 và 4x200.
Cô đã đứng thứ 88 trong sự kiện tự do 50 mét tại Thế vận hội mùa hè 2016 với thời gian 39,85 giây, lập kỷ lục quốc gia. Cô không tiến vào bán kết. Cô là người cầm cờ cho Sierra Leone trong lễ khai mạc.